# Milo Rau

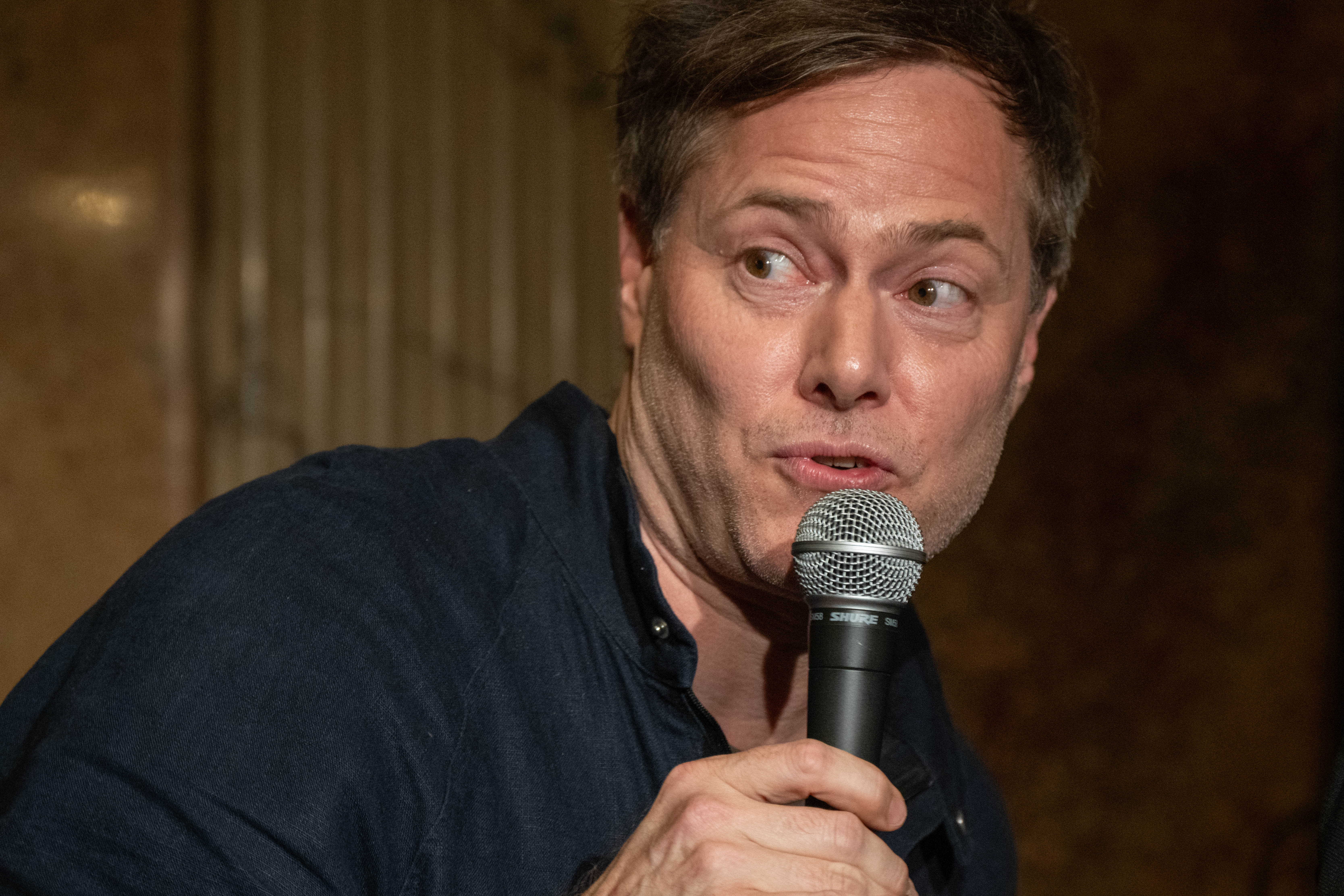
Milo Rau (2025)

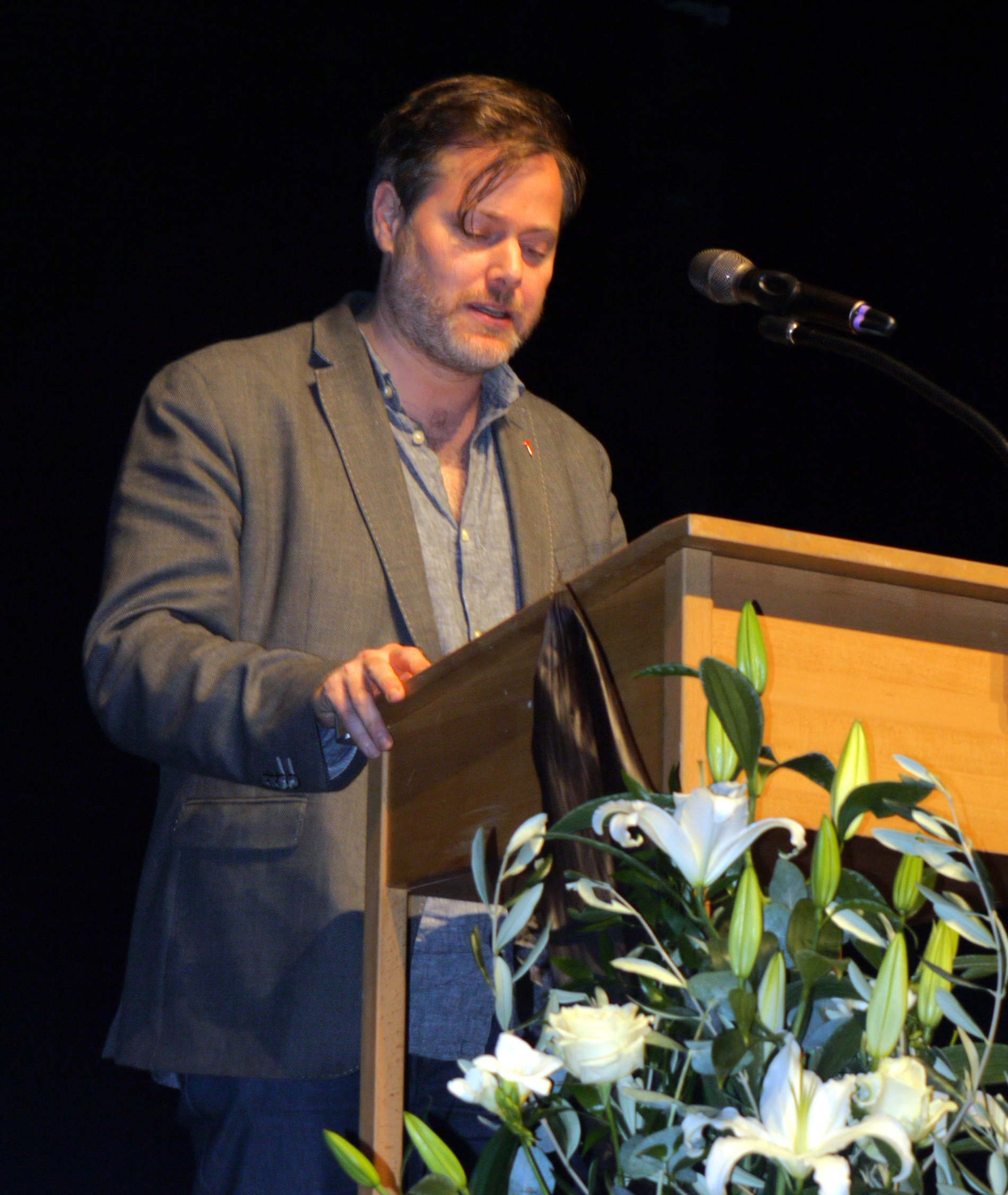
Milo Rau bei der Verleihung des Peter-Weiss-Preises, Dezember 2017

Milo Rau (* 25. Januar 1977 in Bern) ist ein Schweizer Regisseur, Theaterautor und Essayist.

## Leben
Milo Rau studierte Soziologie, Germanistik und Romanistik in Paris, Zürich und Berlin, u. a. bei Tzvetan Todorov und Pierre Bourdieu. 1997 unternahm er erste Reportagereisen nach Chiapas und Kuba und war ab 2000 als Autor für die Neue Zürcher Zeitung tätig. Seit 2002 veröffentlichte er ca. 50 Theaterstücke, Filme, Bücher und Aktionen, die u. a. am Theatertreffen Berlin, Festival d’Avignon, Biennale di Venezia, Wiener Festwochen und Kunstenfestivaldesarts in Brüssel aufgeführt wurden und durch 30 Länder tourten. Rau arbeitete u. a. an der Schaubühne am Lehniner Platz in Berlin, dem Théâtre des Amandiers in Paris, der Beursschouwburg Brüssel und den Münchner Kammerspielen. 2007 gründete er für die Produktion und Auswertung seiner künstlerischen Arbeiten die Theater- und Filmproduktionsgesellschaft IIPM – International Institute of Political Murder, die er seitdem leitet. Neben seiner Arbeit für Bühne und Film ist Rau als Dozent für Regie, Kulturtheorie und soziale Plastik an Universitäten und Kunsthochschulen tätig. Reportagereisen führten ihn u. a. nach Ruanda, in den Kongo, nach Lateinamerika, in den Irak und nach Syrien an die Kriegsfront zum IS.
2017 hatte Rau die Saarbrücker Poetikdozentur für Dramatik inne. Zudem ist er seit Januar 2017 neben Elke Heidenreich, Rüdiger Safranski und Martin Ebel fester Experte der Sendung Literaturclub. Ab der Saison 2018/19 war Rau bis 2024 Intendant des NTGent. Dort hat Rau nach eigenen Angaben ein auf internationale Tourneen spezialisiertes „globales Volkstheater“ etabliert. Seit Juli 2023 ist er Intendant der Wiener Festwochen.
Rau ist Vater von zwei Töchtern und lebt mit seiner Lebenspartnerin in Köln, Zürich und Südfrankreich.

## Werk
Unter anderem bearbeitete Rau die Verurteilung und Erschießung des Ehepaars Ceausescu (Die letzten Tage der Ceausescus), ein ruandisches Völkermord-Radio (Hate Radio) und den norwegischen Rechts-Terroristen Anders Behring Breivik (Breiviks Erklärung). Mit einer virtuellen Partei startete er eine Petition für das Ausländerstimmrecht im Stadtparlament von St. Gallen (City of Change). Mit zwei mehrtägigen Justiz-Spektakeln (Die Moskauer Prozesse und Die Zürcher Prozesse) begründete er ein eigenes Theaterformat. Mit seiner mehrteiligen Die Europa Trilogie bearbeitete er das Genre des Erzähltheaters.
2015 versammelte Rau im kongolesischen Bürgerkriegsgebiet 60 Zeugen und Experten zu seinem Kongo Tribunal. „Eines der ambitioniertesten politischen Theaterprojekte, das je inszeniert wurden“, urteilte die Zeitung The Guardian über das Stück. Raus im Vorfeld kritisiertes Stück Five Easy Pieces, in dem Kinder die Verbrechen des Kindermörders Marc Dutroux nachspielen, wurde 2016 als erste ausländische Produktion mit dem Spezialpreis der Jury der Belgischen Theaterkritik ausgezeichnet. 2017 lud das Berliner Theatertreffen Five Easy Pieces ein.
Seine erste Saison am NTGent eröffnete Rau 2018 mit dem Stück "Lam Gods", das er mit seinem Ensemble auf Grundlage des „Genter Manifests“ (enthalten in seinem Buch Globaler Realismus) zum Genter Altar der Brüder Van Eyck entwickelte. Der Deutschlandfunk sah in dem Stück den „Versuch, die von Konflikten und Spaltungen zerrissene Genter Gesellschaft mithilfe des größten Kunstwerkes der Stadt zu versöhnen.“ Zum Beginn seiner Intendanz startete er zudem am NTGent in Kooperation mit dem Verbrecher Verlag die Reihe „Goldenes Buch/Golden Book“, um dort seine programmatischen Texte zu Theater, Ästhetik und Politik zu veröffentlichen, sowie Texte zu den größeren Projekten am NTGent.
Mit der ersten Festivalausgabe 2024 seiner Intendanz bei den Wiener Festwochen rief Milo Rau die Freie Republik Wien aus mit neuen revolutionären Institutionen von den vieldiskutierten Wiener Prozessen über die Akademie Zweite Moderne, den Rat der Republik bis hin zu Festivalzentrum (Haus der Republik) und einem Club (Club der Republik). Mit der Wiener Erklärung gab sich das Festival eine eigene Verfassung. Im Herbst 2024 initiierte Milo Rau mit den Wiener Festwochen die globale Debatten-Tour Resistance Now!

## Rezeption
Rau wurde unter anderem mit dem Schweizer Theaterpreis, dem Hörspielpreis der Kriegsblinden, einer Besonderen Auszeichnung auf dem Festival des deutschen Films, dem Jurypreis des Festivals Politik im Freien Theater, dem Konstanzer Konzilspreis. Preis für Europäische Begegnungen und Dialog und als jüngster Preisträger mit dem Preis des Internationalen Theaterinstituts (ITI) ausgezeichnet. 2015 schrieb der Tages-Anzeiger: „Der «Milometer» ist inzwischen so etwas wie der Goldstandard der Postdramatik: Milo Rau, der mit dokumentarischen Theatersprengungen die Häuser füllt, ist es gelungen, seine Kunst weit hinauszuwerfen aus dem Elfenbeinturm. So weit, dass sich seine Person selbst wieder zu einer Projektionsfigur verfestigt hat.“
Sein oft von Prozessen und öffentlichen Auseinandersetzungen begleitetes Werk hat Rau den Ruf eines Skandalregisseurs“ eingebracht. So wurde Raus Stück Breiviks Erklärung u. a. im Nationaltheater Weimar und im Münchner Haus der Kunst die Aufführung verweigert, Die letzten Tage der Ceausescus führten zu einem Prozess des Adoptivsohns des Diktators gegen den Regisseur, anlässlich der Moskauer Prozesse kam es zu einer Razzia der russischen Behörden und Aufführungen von Five Easy Pieces wurden in Singapur und verschiedenen deutschen Städten zensiert oder abgesagt. „Ist hier am Ende ein politischer Wirrkopf am Werk? Ein Künstler, der sich das Superman-Kostüm übergestreift hat und nun den Weltenretter mimt?“, fragte Esther Slevogt auf nachtkritik.de anlässlich von Raus Kongo Tribunal. Eugen Sorg bemerkte bei Rau „masslose Schweiz-Beschimpfungen“ und warf ihm mangelnde Bodenhaftung durch das Fehlen der „Schwerkraft des praktischen Lebens“ vor. Raus auf einen gleichnamigen Text von Lenin anspielender Essay Was tun? enthülle „blasierten Zynismus, Wichtigtuerei und moralischer Nihilismus“ hinter der angeblichen Sorge um die Welt. Der Kritiker Magnus Klaue bezeichnete Rau 2017 anlässlich der Verleihung des Peter-Weiss-Preises durch Laudatorin Carolin Emcke ironisch als „Herzensdramatiker der Republik“. In seiner Kritik bezeichnet Klaue Rau als „multifunktionale Ich-AG, die nicht nur die Produktion, sondern auch die Rezeption, Kritik und propagandistische Verwertung des eigenen Kunstausstoßes besorgt“.

## Zitate
„‚Die Fenster des Himmels stehen weit offen‘, heißt es in einem religiösen Lied. Das Theater, so denke ich, kann diese Fenster einen Spalt weit öffnen. Und auch wenn sie gleich wieder zugeschlagen werden: Man hat den Himmel kurz gesehen.“ (2016)

## Werke (Auswahl)
- 2002 Paranoia Express, UA Autorenfilmtage Thun/Spiez (Spielfilm)
- 2005 Dämonen, UA Hebbel am Ufer Berlin (Theaterstück)
- 2005 Amnesie, UA Theaterdiscounter Berlin (Theaterstück)
- 2005 Bei Anruf Avantgarde!, UA Sophiensaele Berlin / Theaterhaus Gessnerallee Zürich / FFT Düsseldorf / Kampnagel Hamburg (Theaterstück)
- 2006 Das höchste Glück, UA Junges Theater Bremen (Theaterstück)
- 2006 Pornografia, UA Staatsschauspiel Dresden/Kleines Haus (Theaterstück)
- 2006 Out of focus, UA Maxim-Gorki-Theater Berlin/Studio (Performance)
- 2007 Montana, Uraufführung Theaterhaus Gessnerallee Zürich / Ballhaus Ost Berlin/auawirleben Festival für zeitgenössisches Theater Bern (Theaterstück)
- 2009/10 Die letzten Tage der Ceausescus, UA Teatrul Odeon Bukarest / HAU Berlin (Theaterstück, Film, Buch im Verbrecher Verlag, Berlin)
- 2010/11 City of Change, UA Theater St. Gallen (Theaterperformance, Buch, Film)
- 2011/12 Hate Radio, UA Kunsthaus Bregenz / Memorial Centre Kigali / HAU Berlin (Theaterstück, Film, Ausstellung, Buch im Verbrecher Verlag, Berlin)
  - Für die Hörspielfassung, produziert vom WDR/ORF, haben Milo Rau und die Hörspiel-Regisseurin Milena Kipfmüller 2014 den Hörspielpreis der Kriegsblinden erhalten
- 2012 Breiviks Statement, UA Deutsches Nationaltheater Weimar / Theaterdiscounter Berlin (Theaterperformance)
- 2013 Die Moskauer Prozesse, UA Sacharow-Zentrum Moskau / Deutsches Nationaltheater und Staatskapelle Weimar / Stadttheater Bern (Theater, Film, Ausstellung, Buch)
- 2013 Die Zürcher Prozesse mit Anklage der Weltwoche. Theater am Neumarkt Zürich.[44] (Theater, Film, Buch)
- 2013 Die Enthüllung des Realen, Sophiensaele Berlin (Szenische Ausstellung, Buch)
- 2013/14 Die Berliner Gespräche, Schweizerische Botschaft Berlin (Talkshow)
- 2014 The Civil Wars, Beursschouwburg Brüssel / Theaterspektakel Zürich (Theater)
- 2015 The Dark Ages, Uraufführung 11. April 2015, Regie: Milo Rau, Residenztheater, München (auch Hörspiel WDR)[45]
- 2015 Leitfaden für Britische Soldaten in Deutschland, Uraufführung 8. Mai 2015, Regie: Milo Rau; Ursendung Hörspiel: 9. Mai 2015, WDR (Realisation: Milo Rau)
- 2015 Das Kongo Tribunal, Bukavu-Hearings, Collège Alfajiri, 29.–31. Mai 2015; Berlin-Hearings, Sophiensaele, 26.–28. Juni 2015, Konzept und Regie: Milo Rau (Theater, Film, Buch)
- 2016 Mitleid. Die Geschichte des Maschinengewehrs, Uraufführung 16. Januar 2016, Regie: Milo Rau, Schaubühne am Lehniner Platz (auch Hörspiel WDR)[46]
- 2016 Five Easy Pieces, Uraufführung 14. Mai 2016, Regie: Milo Rau, Sophiensaele Berlin / Kunstenfestivaldesarts Brüssel
- 2016 Empire, Uraufführung 1. / 9. September 2016, Regie: Milo Rau, Theaterspektakel Zürich / Schaubühne Berlin
- 2017 Die 120 Tage von Sodom, Uraufführung 10. Februar 2017, Regie: Milo Rau, Schauspielhaus Zürich
- 2017 Lenin, Uraufführung 10. Oktober 2017, Regie: Milo Rau, Schaubühne Berlin
- 2017 General Assembly, Uraufführung 10. November 2017, Regie: Milo Rau, Schaubühne Berlin
- 2018 Die Wiederholung. Histoire(s) du théâtre (I), Uraufführung: 4. Mai 2018, Regie: Milo Rau, Théâtre National, Brüssel
- 2018 Lam Gods, Uraufführung: 28. September 2018, Regie: Milo Rau, NTGent, Gent
- 2019 Orest in Mossul, Uraufführung 17. April 2019, Regie Milo Rau, NTGent, Gent
- 2019/20 Das Neue Evangelium, Theater- und Filmprojekt von Milo Rau, Matera, Italien, Filmstart 17. Dezember 2020[47]
- 2020 Familie, Uraufführung 4. Januar 2020, Regie: Milo Rau, NTGent, Gent
- 2020 Everywoman, Uraufführung, 19. August 2020, Regie: Milo Rau, Salzburger Festspiele
- 2020 Das Neue Evangelium, Kinostart, 17. Dezember 2020
- 2021 La Clemenza di Tito, Oper, Regie: Milo Rau, Premiere: 19. Februar 2021, Grand Théâtre Genf
- 2021 School of Resistance, Film- und Diskussionsreihe, 24.–28. Februar 2021, IIPM, NTGent, Akademie der Künste Berlin
- 2021 Grief & Beauty, Theater, Regie: Milo Rau, Premiere: 22. September 2021, NTGent
- 2022 The Interrogation, Theater, Text & Regie: Milo Rau & Édouard Louis, Premiere: 4. März 2022, ITA Amsterdam
- 2023 Antigone im Amazonas, Theater, Regie: Milo Rau, Text: Milo Rau & Ensemble, Premiere: 13. Mai 2023, NTGent
- 2024 Justice, Oper, Regie: Milo Rau, Text: Fiston Mwanza Mujila, Musik: Hèctor Parra, Premiere: 22. Januar 2024, Grand Théâtre de Genève[48]
- 2024 Medea's Kinderen (Medea’s Children) Theater, Text & Regie: Milo Rau, Premiere: 1. April 2024, NTGent
- 2024 Die Wiener Prozesse, UA Wiener Festwochen, Mai/Juni 2024

## Auszeichnungen (Auswahl)
- 2001 Bolero Short-Story-Preis
- 2010 Ostschweizer Medienpreis
- 2012 Einladung ans Berliner Theatertreffen
- 2014 Dr. Bigler-Preis
- 2014 Schweizer Theaterpreis
- 2014 Hörspielpreis der Kriegsblinden
- 2014 Jurypreis der Theatertriennale "Politik im Freien Theater"
- 2014 Besondere Auszeichnung des "Festivals des Deutschen Films"
- 2015 Konstanzer Konzilspreis. Preis für europäische Begegnungen und Dialog
- 2016 Preis des Internationalen Theaterinstituts[49]
- 2016 Spezialpreis des "Prix de la Critique de Théâtre et de Danse"[50]
- 2016 Berner Literaturpreis[51]
- 2017 Saarbrücker Poetik-Dozentur für Dramatik[52]
- 2017 3sat-Preis[53]
- 2017 Einladung ans Berliner Theatertreffen
- 2017 Peter-Weiss-Preis
- 2017 Schauspielregisseur des Jahres (Kritikerumfrage DEUTSCHE BÜHNE)[54]
- 2017 Kritikerumfrage der Zeitschrift Theater heute – Inszenierung des Jahres für Five Easy Pieces[55]
- 2017 Premio Ubu[56]
- 2017 Zürcher Filmpreis[57]
- 2018 Nominiert für den Schweizer[58] und den Deutschen Filmpreis[59] (Bester Dokumentarfilm)
- 2018 XV. Europe Prize Theatrical Realities[60]
- 2019 Ernennung zum ersten Ehrendoktor des Theaterdepartments der Universität Lund
- 2019 Französischer Kritikerpreis für "Die Wiederholung" / "La Reprise"[61]
- 2019 Premio Ubu 2019 als bestes ausländisches Stück für "Die Wiederholung" / "La Reprise"[62]
- 2019/20 3. Münsteraner Poetikdozentur der Westfälischen Wilhelms-Universität Münster für Milo Rau[63]
- 2020 Ernennung zum Ehrendoktor der Universität Gent[64]
- 2020 Gerty-Spies-Literaturpreis
- 2021 Schweizer Filmpreis (Bester Dokumentarfilm)[65]
- 2021 Segal Center Award for Civic Engagement in the Arts
- 2022 Grosser Kulturpreis der St. Gallischen Kulturstiftung[66]
- 2022 Zürcher Poetikvorlesungen[67]
- 2023 Sibiu Walk of Fame[68]
- 2024 Politika Award des Bitef Festival

## Schriften (Auswahl)
- Widerstand hat keine Form, Widerstand ist die Form. Essays und Gespräche, Verbrecher Verlag, Berlin 2025, ISBN 978-3-95732-612-6
- Die Rückeroberung der Zukunft. Ein Essay, Rowohlt Verlag, Hamburg, 2023, ISBN 978-3-498-00115-5
- Was Theater kann. Essays und Gespräche. Geparden Verlag, Zürich, 2023, ISBN 978-3907406045.
- Grundsätzlich unvorbereitet. 99 Texte über Kunst und Gesellschaft, Verbrecher Verlag, Berlin 2021, ISBN 978-3-95732-475-7.
- Why Theatre? – Golden Book V, Kaatje de Geest, Carmen Hornbostel, Milo Rau (Hrsg.), Verbrecher Verlag, Berlin 2020, ISBN 978-3-95732-458-0 (Ausgabe in englischer Sprache)
- The Art of Resistance. On Theatre, Activism and Solidarity - Golden Book IV, Milo Rau / Luanda Casella / Stefan Bläske / Lara Staal (Hrsg.), Verbrecher Verlag, Berlin 2020, ISBN 978-3-95732-441-2 (Ausgabe in englischer Sprache)
- Orestes in Mosul – Golden Book III, Verbrecher Verlag, Berlin 2019, ISBN 978-3-95732-396-5 (Ausgabe in englischer Sprache).
- Das geschichtliche Gefühl. Wege zu einem globalen Realismus. Saarbrücker Poetikdozentur für Dramatik. Hg. und mit einem Essay von Johannes Birgfeld. Alexander Verlag, Berlin 2019, ISBN 978-3-89581-492-1.
- Lam Gods – Gouden Boek II / The Ghent Altarpiece – Golden Book II. Verbrecher Verlag, Berlin 2018, ISBN 978-3-95732-363-7 (vollständig zweisprachige Ausgabe auf Flämisch und Englisch)
- Globaler Realismus – Golden Book I / Global Realism – Golden Book I, ISBN 978-3-95732-361-3, bzw. Globaal realisme – Gouden Boek I / Réalisme global – Livre d’Or I, ISBN 978-3-95732-362-0, beide im Verbrecher Verlag, Berlin 2018 (vollständig viersprachige Ausgabe auf Flämisch, Französisch, Englisch und Deutsch in zwei Bänden).
- Das Kongo Tribunal. Verbrecher Verlag, Berlin 2017, ISBN 978-3-95732-198-5.
- Lenin. Verbrecher Verlag, Berlin 2017, ISBN 978-3-95732-270-8.
- Die 120 Tage von Sodom / Five Easy Pieces. Verbrecher Verlag, Berlin 2017, ISBN 978-3-95732-247-0.
- Die Europa Trilogie / The Europe Trilogy. The Civil Wars, The Dark Ages, Empire. Verbrecher Verlag, Berlin 2016, ISBN 978-3-95732-217-3.
- Rolf Bossart (Hrsg.): Althussers Hände. Essays und Kommentare. Verbrecher Verlag, Berlin 2015, ISBN 978-3-95732-087-2.
- Die Zürcher Prozesse/Die Moskauer Prozesse. Verbrecher Verlag, Berlin 2014, ISBN 978-3-943167-80-1.
- Hate Radio. Verbrecher Verlag, Berlin 2014, ISBN 978-3-943167-06-1.
- Rolf Bossart (Hrsg.), mit Beiträgen von Milo Rau u. a.: Die Enthüllung des Realen. Milo Rau und das International Institute of Political Murder. Verlag Theater der Zeit, Berlin 2013, ISBN 3-943881-69-5.
- Was tun? Kritik der postmodernen Vernunft. Kein & Aber Verlag, Zürich 2013, ISBN 3-0369-5684-0.
- Die letzten Tage der Ceausescus. Verbrecher Verlag, Berlin 2010, ISBN 978-3-940426-45-1.

## Interviews, Reden
- Milo Rau: Mein Ich ist vorpolitisch. Eine Rede. In: NZZ, 6. September 2016
- „Die Grenzen der Empfindsamkeit“. Interview mit Milo Rau in FRIEZE (PDF; 5,4 MB)
- Milo Rau: Zu Peter Weiss. In: Peter-Weiss-Jahrbuch Bd. 27 (2018), S. 167–172.